# Cuatro Ciénegas de Carranza
Cuatro Ciénegas de Carranza es una ciudad del estado mexicano de Coahuila.  Es cabecera del municipio de Cuatro Ciénegas y lugar natal del héroe revolucionario Venustiano Carranza, en honor de quién lleva el nombre.
Algunas asentamientos se hicieron antes del establecimiento exitoso por Antonio Cordero y Bustamante el 24 de mayo de 1800. El nombre original del poblado fue Nuestra Señora de los Dolores y Cuatro Ciénegas, el cual fue cambiado a Villa Venustiano Carranza, luego se cambió al nombre actual.
El nombre formal de la ciudad es Cuatro Ciénegas de Carranza, en honor de su hijo más famoso: Venustiano Carranza, presidente de México de 1915 a 1920, también conocido como el Varón de Cuatro Ciénegas, el cual nació ahí en 1859.
En noviembre de 1994 el gobierno decretó que el valle de Cuatrociénegas se protegería como Área de protección de flora y fauna Cuatrociénegas.
La ciudad es famosa por los manantiales y lagunas que la rodean y que florecen en medio del desierto, estos manantiales, que constituyen una reserva de la biósfera, forman un ecosistema único con especies endémicas.
Se le considera la Galápagos mexicana por su biodiversidad y alto índice de endemismos. Cuenta con una población de 10,309 habitantes y es el principal núcleo poblacional de la Región Desierto.

## Parroquia de San José
Construida en 1806. El templo es un ejemplo de la arquitectura regional que prevaleció durante la época.

## Presidencia municipal
Edificación construida por mandato de Venustiano Carranza en 1899. En su interior se pueden observar interesantes murales históricos.

## Casa de la Cultura Aridoamericana
Esta casa alberga colecciones de objetos elaborados por los indígenas que habitaron la región y una exposición fotográfica del Valle de Cuatro Ciénegas.

## Casa Museo Venustiano Carranza
La casa que aloja este museo fue construida en los primeros años del siglo XIX, es heredada por Jesús Carranza Neira, padre de Venustiano Carranza de La Garza (quien siendo adulto y ya inmiscuido completamente en la política se quitaría del apellido el prefijo "de la" por considerarlo un tanto "aristocrático"), y es aquí donde nace el varón de Cuatrociénegas el 29 de diciembre de 1859.
Esta colección muestra interesantes fotografías y diversos objetos de la época, que reflejan la vida de la familia y de la época cuando ocupó la Presidencia de México.

## Bodegas Vinícolas Ferriño
En 1860, Miguel Ferriño Lander (llamado Michele Francesco Giovanni Ferrigno Landro antes de nacionalizarse mexicano) originario del pueblo de Padula en la Provincia de Salerno en la región de la Campania del sur de Italia y recién llegado a Cuatrociénegas, fundó la bodega vitivinícola que ahora se conoce como Bodegas Ferriño.
Se inició en forma modesta principalmente con la destilación de brandy y aguardiente de uva. Ésta es una de las más antiguas de México, en la que se elaboran vinos tintos y generosos con uvas de la localidad y la región, así como también licor de granada.
El vino más conocido de los que elaboran es "Sangre de Cristo", llamado así por D. Miguel en recuerdo de un vino que en su pueblo natal llaman "Lácrima Christi" ("Lágrima de Cristo").

## Bodegas Vinícolas Vitali
Casa fundada en 1948 por el Coronel Nicolás Ferriño Ramos. Actualmente es la cuarta generación de la Familia Ferriño Vitali quien está al cargo de la producción de vino.
Cuenta con cinco productos: el tinto semiseco, generoso tipo oporto, generoso moscatel, tinto dulce y crema de aguardiente.

## Artesanías
En este municipio se elaboran tazas con imágenes de Cuatrociénegas, esculturas en mimbre y madera de mezquite, pintura a mano en lajas, tejas y rebozosencia de la República.

## Hermanamientos
La ciudad de Cuatrocienegas está Hermanada con las siguientes ciudades alrededor del mundo:
- Xicotepec, México (1998).[5]
- Venustiano Carranza, México (2012).[5]
- Bustamante (2013).[6]
- Eagle Pass, Estados Unidos (2019).[7]